# 叶卡捷琳娜·布金娜
叶卡捷琳娜·博里索夫娜·布金娜（俄語：Екатерина Борисовна Букина，1987年5月5日—），是一名俄罗斯自由式摔跤运动员，2020年欧洲冠军，俄罗斯自由式摔跤锦标赛冠军和奖牌获得者，世界、欧洲和欧洲运动会锦标赛奖牌获得者。2016年里约热内卢奥运会铜牌得主。俄罗斯荣誉体育大师。